# Graphium endochus
Graphium endochus är en fjärilsart som först beskrevs av Jean Baptiste Boisduval 1836.  Graphium endochus ingår i släktet Graphium och familjen riddarfjärilar. Inga underarter finns listade i Catalogue of Life.

## Bildgalleri

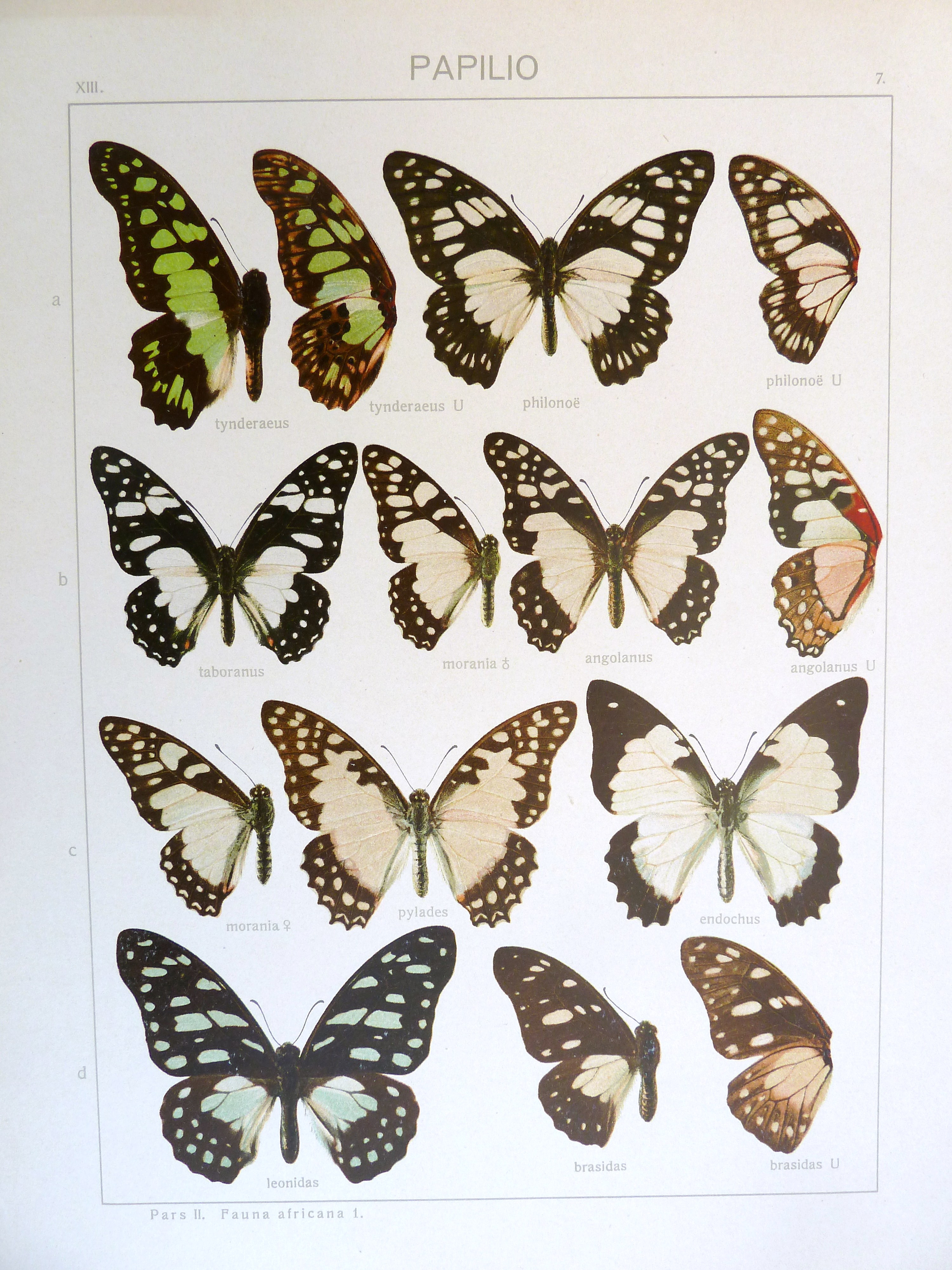